# Jaume Bassó Barberan
Jaume Bassó Barberan (Badalona, 19 de setembre de 1929 - 20 de gener de 2021) va ser un jugador de bàsquet català.
Va comença a jugar a bàsquet a l'escola Júlia Minguell de Badalona, sent captat per la Penya en edat juvenil l'any 1944. Va debutar en el primer equip verd-i-negre en la temporada 1947-48, i es va retirar l'any 1959. En aquests anys va ser cinc vegades campió d'Espanya. Durant sis anys també va ser directiu del club badaloní.
Va ser internacional amb la selecció espanyola en 13 ocasions. Va participar en el primer mundial de bàsquet disputat a l'Argentina l'any 1950, encara que amb escassa fortuna, ja que l'equip espanyol va quedar penúltim (novè de deu). En els Jocs Mediterranis de 1955 si hi va haver més sort, ja que en aquests jocs celebrats a Barcelona es va aconseguir el títol de campió.